# 國語運動
國語運動是推广国家颁布的标准字音、语音、语法的语文改革运动。19世纪始于德国。國語運動有助國家民族融和，但是會打壓少數民族地區的方言使用，甚至導致方言消失。近年為免方言消失，各國政府都採取方言保護措施。

## 中國大陸
清雍正六年（1728年）雍正帝因為來自福建、廣東兩省的官員多用「鄉音」，要求相關部門加強教導「官話」:173。
中國的國語運動始于清末民初，兴盛于1920年前后，并持续到20世纪30年代，时间长达半个世纪之久的中国语文变革运动。鸦片战争後，外国来华传教士制订和推行的各种拼写汉语方言的教会罗马字方案开始大量出现，使各地教會中的文盲能夠在短時期內學會阅读羅馬字《聖經》。晚清以来，持续了大概50多年的国语运动中，提出了「言文一致」和「国语统一」的口号，它的基本方向是向统一的书面语系统和统一的国语发音系统努力。1909年，资政院召开会议，议员江谦提出把官话正名为「国语」。中華民國成立后，继续推行国语运动。1910年，官话改称「国语」。

### 中華民國大陸時期

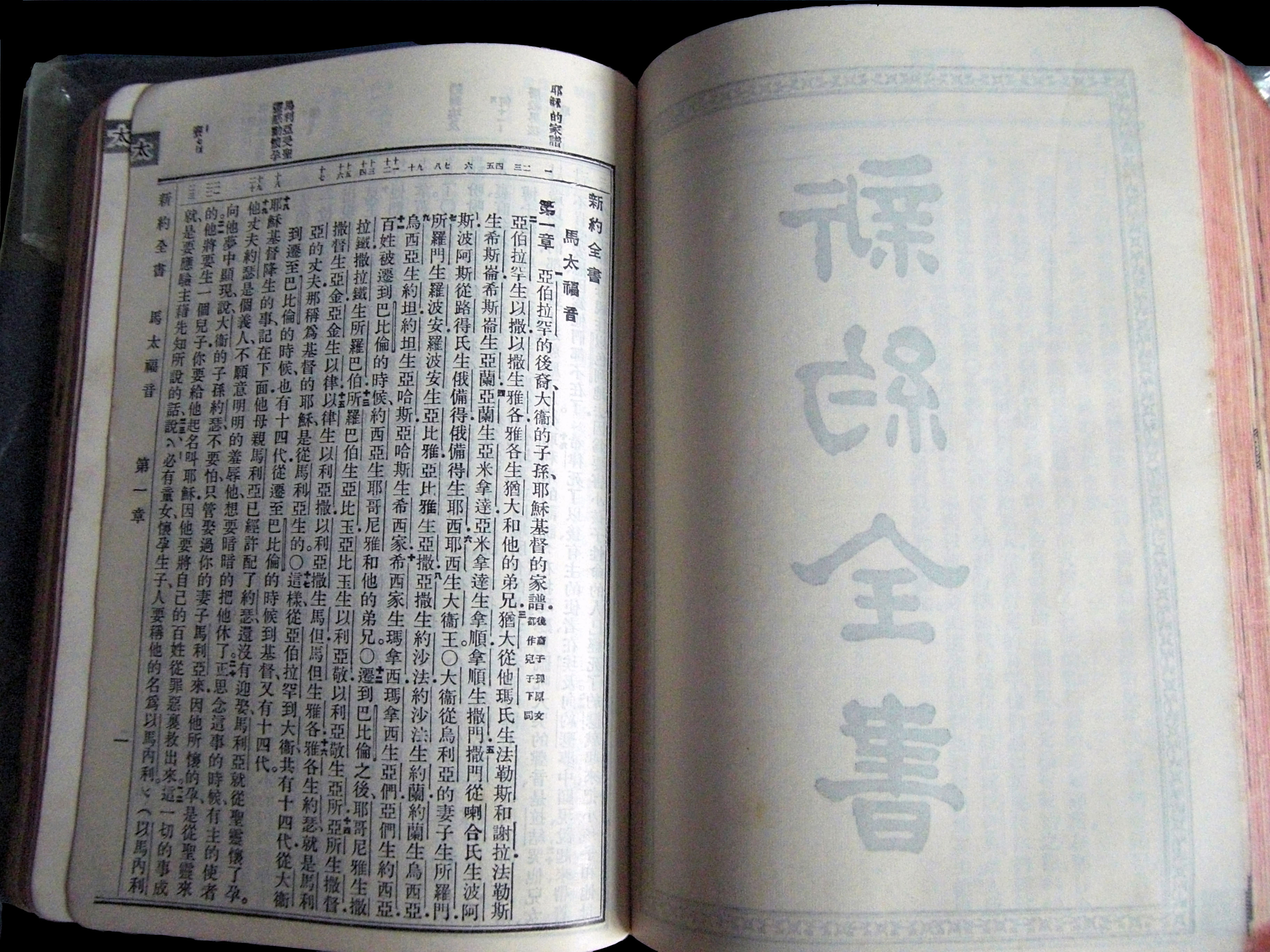
國語和合本聖經

百日維新失敗後，禮部主事王照流亡日本。1900年，王照模仿日本片假名的形式，以一如國書（滿文）十二字头之法，創製官話合音字母為北京話注音，出版了《官話合聲字母》一書。1902年，京师大学堂总教习吳汝綸從日本考察學政回國，为日本推行国语（东京方言）的成就所感动，向京師大學堂管学大臣張百熙上書，主張以京城聲口統一天下，以一統國民。
中華民國成立後，國語教育的步履更為加快。1913年正式成为中国的国家正式语言，且教育部召集讀音統一會，議定注音字母39個。1916年，教育部設立注音字母傳習所，同年8月，成立中華民國國語研究會，作為促進國語運動的總機構。黎锦熙1916年起宣传「言文一致」，后来参加审音，创办《国语周刊》推广共同语。读音统一会颁行的国语推行办法中，有「中等师范国文教员及小学教员，必以国音教授」的条文。1919年读音统一会公布了第一个国音标准。这一「折中南北，牵合古今」的老国音脱离了具体方言的语音基础而成为杂棵方音的人造语音系统。1924年，「国语统一筹备会」明确国音应当以实际存在的口语语音作为标准，并一致通过改为以北京语音为国语标准音。1929年，瞿秋白和蘇方專家郭質生合作的《中國拉丁化字母》一書出版。1934年，左聯份子在上海掀起「大眾語運動」，繼而推行「拉丁化新文字運動」。列寧格勒「蘇聯科學院東方研究院中國問題研究室」的汉学家龍果夫组建了「中文拉丁化委員會」。 吴玉章、林伯渠、肖三、王湘宝、龙果夫等继续以瞿秋白的方案为基础，拟制了一个新文字方案《中国汉字拉丁化的原则和规则》。
上海大美国圣经会1919年印发的「官话和合译本」《新旧约全书》，至今仍是最广泛地被使用的国语译本。北大敎授周作人曾大贊漢譯國語本聖經是最好的國語文學。蔣百里認為翻譯「其態度之表面似為模仿，而其內在之真精神力為創造」，所以「翻译事业与国语运动互相为表里」，「翻译事业即为国语运动」，「國語運動則藉翻譯事業而成功」，「今日之翻譯，負有創造國語之責任」，「今日之國語運動，與翻譯事業成連雞之勢」。胡适1918年写《建设的文学革命论》将文学革命的目标归结到「国语的文学，文学的国语」十个大字，又加以解释曰：「我们所提倡的文学革命，只是要替中国创造一种国语的文学。有了国语的文学，方才可有文学的国语。有了文学的国语，我们的国语才可算得真正国语。国语没有文学，便没有生命，便没有价值，便不能成立，便不能发达。」新文化运动批判旧文学，提倡新文学，反对文言文，提倡白话文，倡导「白话文学为文学正宗」、声明「文言一致的方针」，有力地促进了国语运动的发展。
国语运动包括语音、语词、语法三个部分。国语运动使建立在北方官话（后来明确为北京话）基础上的民族标准语「国语」深入人心，获得了崇髙威望，具有了比较明确一致的规范标准。黎锦熙《國語運動史纲》（1934年12月）详尽记述了自清末以来的语文改革运动，说明了國語運動有关理论、方法和纲领。

### 中华人民共和国時期
中华人民共和国成立後，把中華民國政府所稱為的「國語」改為「普通話」，並在全國推行，為中國大陸在全國使普通話作為全國的共通語言。1955年召开了「全国文字改革会议」和「现代汉语规范化学术会议」。1985年12月16日，中华人民共和国国务院办公厅发出《国务院办公厅关于中国文字改革委员会改名为国家语言文字工作委员会的通知》。通知说，为了加强新时期的语言文字工作，国务院决定将原中国文字改革委员会改名为国家语言文字工作委员会。国家语言文字工作委员会仍为国务院的直属机构。1994年2月14日，国务院批准的国家语言文字工作委员会“三定”方案规定：国家语言文字工作委员会为国家教育委员会管理的国家局（副部级）。

## 台灣

### 清治時期
因雍正要求相關部門加強教導官話，1729年在臺灣（時屬福建省）設立「正音書院」來「矯正」鄉音，但不久此政策便廢弛，未見成效:173。

### 日治時期
日本為了統治方便，除了要求派駐臺灣的日本官員學習台灣本土語言外，也同時對臺灣人民推行「國語教育」（意指日語）。日本治台初期允許雙語教育，也就是允許學校教授漢文。但到了中日戰爭前1937年4月，臺灣總督府一改過往40多年的雙語政策，開始強力推行日語教育，廢止報紙、雜誌的漢文版，在各地設立「國語講習所」、「國語練習會」、「國語保育園」、「國語愛用會」，取消公學校漢文課，要求年老民眾學日語，同時又設立「皇民練成所」，公布「國語家庭認定規程」、「國語模範部落建設競進會要項」、「關於官公署國語使用要項」，開始展開正式的皇民化運動。在文化政策方面，為了落實台灣人做日本國民、效忠天皇，以免在中日戰爭時倒戈中華民國，而出現三項重大措施，推行國語運動、嚴禁講台灣話，以順利推行皇民化運動。臺灣總督府解釋臺灣教育令制定之目的強調：「要之臺灣之教育，在於觀察現今世界人文發達之程度，啟發島民順應之智能，涵養德性、普及國語，使之具備帝國臣民應有之資質與品性」。
國語運動的終極目標在使所有的台灣人都能講日語。推動常用日語運動，獎勵「常用國語者」、「國語家庭」、「國語模範部落」等，鼓勵臺灣人養成日式生活習慣、改從日姓。對於評上國語家庭的家庭，日本人就将写着「国语家庭」四字的小木牌子挂在大门口，給予日本人同等物資配給，領配給都比非國語家庭多。有三千四百四十八户被認定為國語家庭，佔當時全臺北户數的百分之一左右。台灣總督府出版的《台灣統治要覽》載，1942年間，國語家庭共九千多户，約七萬七千人。台灣總督府不僅通令全島官衙的職僱員，無論公私生活，應努力常用國語；另並指示動員各教化團體，致力於家庭、部落及市街庄（市、鎭、鄉）的「國語化」，導致臺灣本土語言在失去學校的雙語教育後逐漸在生活中的使用受到限縮。

### 戰後時期

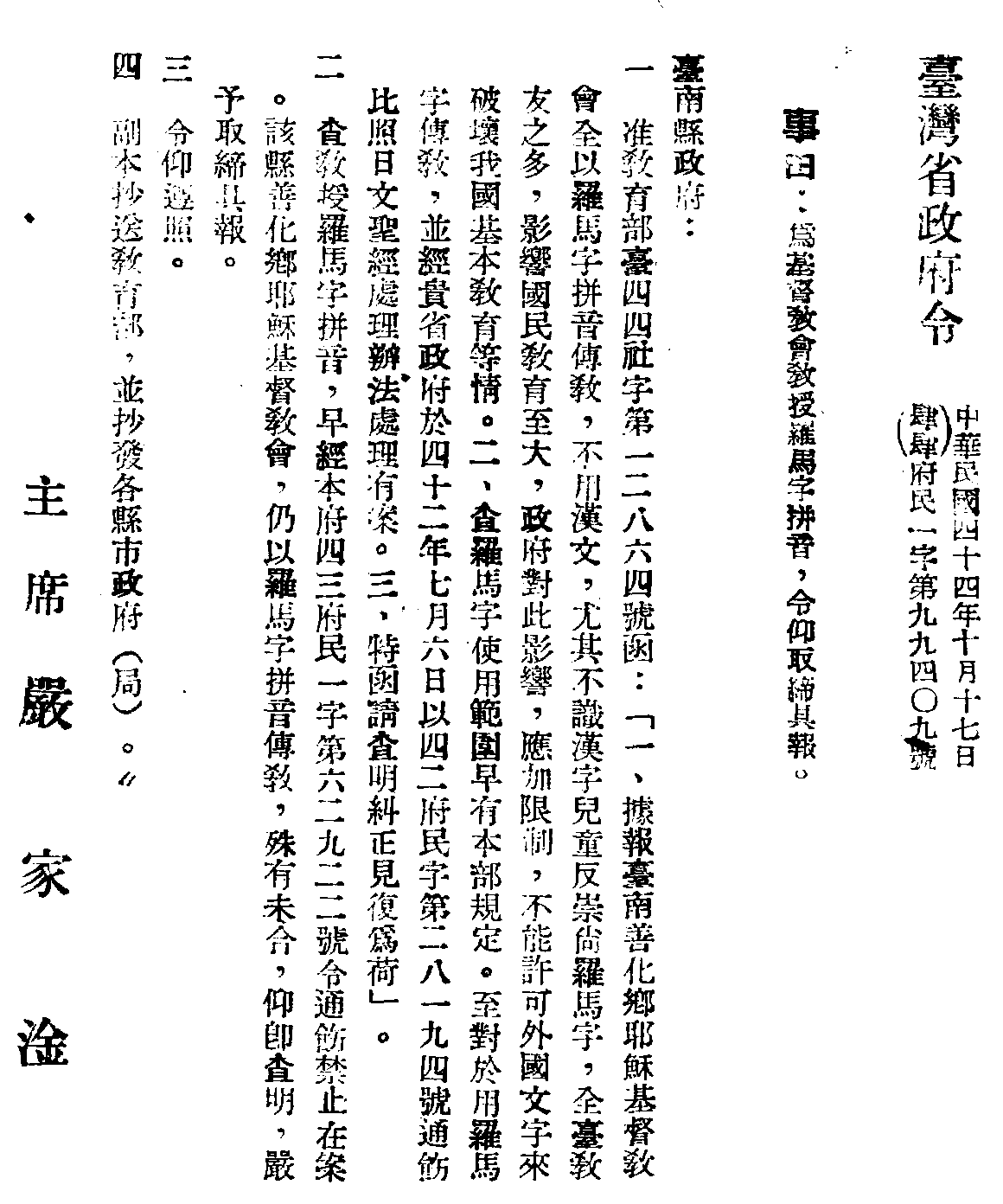
台灣省政府禁止教會使用台語之拉丁化方案之公告，發布於1955年

民初制定的中華民國國語，在當時做為中華民國主要國土的中國大陸普遍推行。1945年，臺灣進入中華民國時代，當時各族群間的通用語為日治時代的官方語言日語。為了消除日語在日常生活中的影響力，當時由中國國民黨執政的中華民國政府遂於臺灣大力推行「說國語運動」。初期並未嚴格排除方言（臺灣本土語言）的使用，甚至臺灣省議會議員發言也常使用臺語。然而臺灣省行政長官公署於1946年10月25 日即撤除新聞紙與雜誌副刊日語版，語言過渡期僅1年，許多臺灣人來不及學好國語，不僅一般大眾成為文盲，大多數知識分子也成為文盲或半文盲。
1945年臺灣進入中華民國時代之時，臺灣省行政長官公署沒有推行國語這類的人才，於是向教育部請求派遣專家，來臺協助推行國語教育。當時是朱家驊擔任教育部長，田培林擔任常務次長。長官公署的求救公文一到，田培林就在教育部國語推行委員會中物色人才，選出常務委員魏建功，配以何容。两人帶領少數幾個部屬，攜著一些國語推行上極其需要的有關法令、書籍和器材，來到臺灣，并於1946年4月2日設立「臺灣省國語推行委員會」（下稱國語會）推行國語運動。臺灣省國語推行委員會隸屬於臺灣省行政長官公署教育處，主任委員由魏建功擔任，副主任委員由何容擔任。全省十九個縣市各設一個國語推行所，輔助推行國語。教育部國語推行委員會前身為「國語統一籌備會」，制訂「臺灣省國語運動綱領」。其主要的工作便是編輯「國音標準彙編」作為推行國語的依據，並在電台示範讀音，加強學校、機關及公共場所須使用國語，加強國語文教育，期以「書同文」、「語同音」。
國語推行委員會自1946年開始即開設「國語廣播教學」，由齊鐵恨、林良擔任，以國語常識課本及民眾國語課本為教材，每日清晨六時在臺灣廣播電台播音，為全省各地國民學校教師及國語推行員作發音示範，並解釋語音的變化。田培林責成魏建功和何容把北平三日刊的《國語小報》遷移臺灣，改為日刊。《國語小報》後來更名為《國語日報》。創刊於1948年的《國語日報》不僅是以中小學生為主要閱讀對象的國語推行刊物，社址更借用位於台北植物園的國語會。
1951年7月10日，臺灣省政府教育廳（下稱教育廳）責令各級學校應以國語教學，嚴禁方言，教師和學生之間談話都必須用國語。聘請教員時，應考慮其國語程度，如國語程度太差者，不予聘用。此後更三令五申，強調此項政策。1952年11月28日有《台灣省國民學校加強國語教育辦法》，責成校長監督、考核之責；1963年7月22日教育廳再頒《台灣省公私立小學加強推行國語注意事項》，此一命令最重要在於推行國語成為校長考核教師年終考績之一，而學生說不說國語，也影響到其操行成績。注音符號由於國語會的努力，在小學切實推行，成效卓著。
除了「我要說國語不說方言」成為了教室內、校園內隨處可見的標語，各地國語推行委員會也有不同作法。1968年8月臺北市國語推行委員會灌製、出版了「國語注音符號標準發音唱片」。封套背面特別註明「說國語是：敬同胞、重自己、愛國家。學國文要：知國音、識國字、通國文」，做為廣推注音符號使用。
1951年，臺灣省政府制定《山地人民生活改進辦法》，在原住民族地區推行國語運動、改進原住民衣著、飲食，以及改革風俗習慣等（原住民當時被稱為「山胞」，意為山地人民）。據臺東縣警察局警行字第一一四九一九號呈：査該聖經公會未經教育部審査核准，擅自印製布農語新約聖經，違背中華民國推行國語之政策自不應容許其印製發行。然而，政府雖說推行國語為主，但時任總統蔣中正還是有交代國防部總政治部編輯《注音臺語會話》，在推行說國語運動之前，讓來台的外省族群都學會用臺灣話與台灣人交談，於1959年10月出版，現已絕版。
1966年，日語在台灣的影響力已大幅減弱，方言成了影響國語推行的最大因素，中華民國政府於是加強對方言的控制。目前最常被憶起的「校內禁止說方言」政策，應當是出自該年台灣省政府的《加強推行國語計畫》實施辦法第一條：「各級學校師生必須隨時隨地使用國語；學生違犯者依獎懲辦法處理。」
1973年，教育部為「為普遍推行國語及注音識字運動」公佈《國語推行辦法》，依照辦法第2條：「各級教育行政機關，得聘請專家及熱心人士，組成國語推行指導委員會，負責研究、設計、及指導事項」，所有教育單位需設立「國語推行委員會」。
1972年起，政府更規定電視台的臺語電視播放時間不能超過一小時，且當年的第一屆國大代表提議政府制定《國語推行法》。1975年台語白話字聖經被沒收。1976年立《廣播電視法》公佈，第20條規定，「電臺對國內廣播播音語言應以國語為主，方言應逐年減少；其所應占比率，由新聞局視實際需要定之」。
1983年4月，教育部成立《語文法》起草小組，以「切實推行國語，保持固有國字，以防簡防濫」為宗旨，著手草擬《語文法》，1985年12月公佈，規定在會議、公務、三人以上場合、各級學校以及大眾媒體中應以國語文行之，第二次違反者罰3000至10000元罰鍰，連犯得連罰。此舉引起黨外省議會民代抗議，以及人權團體的反對，並延燒到立法院。雖最後取消立法，但後來有爭取語言權的「還我母語運動」，如還我客家話運動。
1987年8月，臺灣省政府通令全省各國中、國小，要求不得再以體罰、罰錢、掛狗牌等不當手段處罰在校園內說方言的學生。
在這「國語推行委員會」推行國語期間，各主要道路及在部落較顯眼之處，皆會以大型標題「人人說國語」或「愛國說國語」及「請說國語」等看板宣傳。這種單語政策，造成了相當的族群仇恨，當時在部分校園內說方言者會遭到校方以如「掛狗牌」的方式侮辱，而民間則以普遍敵視不會講台灣語言者為回應。解嚴後，隨著民主化與本土化的思想崛起，國語運動也因而結束。

#### 相關組織
- 台灣省國語推行委員會[註 1]
- 教育部終身教育司閱讀及語文教育科

#### 相關競賽
- 全國語文競賽

## 德国
马丁·路德以德國南方高地方言所翻译的基督敎德語聖經促进了標準德語的逐渐形成。1862年俾斯麦出任德國首相，訂定嚴格法令，指定歌德、席勒等德國大文學家造成的「文學的德語」。1870年德意志帝国建立，开始了规模空前的语言民族化运动。1885年布拉文旭绥特博物馆馆长李特尔创立了德语普通话协会提倡国语纯化和德国化，宣扬国语是国民精神之发现，国民团结之纽带，排除德语中的外来语。至1910年，该协会已拥有324个支部，35000名会员。德皇威廉二世即位后，甚至把德国宫廷菜谱由法语改为德语，并赢得全国所有宴会的模仿。

## 日本
1867年，前島密作《漢字御廢止之議》，向德川庆喜建言廢止漢字，代之以日本国字。明治維新時，由於日本各地語言無法溝通，嚴重影響政府施政，如前島密曾表示各地沒有辦法溝通，使得設立郵政難以執行，澀澤榮一更指出無法和當地民眾溝通造成許多難題。文部少丞西潟訥感嘆因各地語言不通導致政令、教育無法通行。1894年，公费留学德国归来的国語改変主義者上田萬年有感于欧洲諸國标准语统一，作了題名《國語與國家》的講演，首先提倡日本需要有一套共通的語言，才能徹底解決各地無法溝通的問題，之後他就任東京帝國大學教授并致力于编訂日本标准语和假名统一的工作，指导明治政府设立的文部大臣直属機關「国語調查委員会」，主持编写《大日本國語辭典》。国語調查委員会在日本进行大规模的標準語選定调查，提交了《音韻調査報告書》、《口語法調査報告書》、《疑問假名遣》，編纂了《送假名法》、《口語法》、《疑問假名遣》。東京方言因是政府機構所在，被选为標準語，並以山手地區為基礎。
經過整合、編輯音韻、語彙後，明治政府于1900年宣佈完成日本標準語讀音編寫，1902年下令所有公文一律以日本標準語書寫。1904年起在小學推出國定教科書『尋常小学読本』中使用新編成的日本標準語讀音，這一致讀音的教材成為現代日本標準語發音的基礎。
1913年日本政府公佈了以東京語為基礎的《口語法》，並實行「標準語勵行」、「方言撲滅運動」等措施，除了進行懲罰政策，自1926年（大正14年）起也進行全國日本標準語廣播，在全日本進行標準語廣播，從生活、教育、全面推行日本標準語成為全日本的唯一語言。
二戰後學校改以獎懲方式，以「言葉球」、「統計卡片」等不同方法對說方言的學生進行獎懲。而說日本標準語的學生或班級則頒發「学級表彰札」或「個人表彰狀」進行表揚。

### 琉球人和阿伊努人
在原屬琉球國的沖繩縣，在二戰前一度禁止學校使用琉球語（沖繩語），校園說琉球語者，輕則會遭到校方以掛上寫上「沖繩辯」字樣「方言札」的方式侮辱。
日本政府对阿伊努人、琉球人采取强制的同化政策，甚至一度禁止使用琉球语。琉球语现已面临濒危处境。阿伊努语的情势也不容乐观。

## 其他國家和地區
有些国家和地区对待少数民族语言和本土方言比较粗鲁，后来当人们有了意识后，才开始去保护。
- 法国在历史上曾经打压的普罗旺斯语，目前政府花費大量财力物力去保护。
- 西班牙政府曾经打压加泰罗尼亚语，自民主化後已废除對其的歧视政策，加泰罗尼亚语目前恢复良好。
- 十八世紀時，由於英國激烈於基礎教育打壓愛爾蘭使用愛爾蘭語，加上愛爾蘭大飢荒的影響，使得許多愛爾蘭人改用英語。雖然愛爾蘭共和國獨立後在學校進行愛爾蘭語教育，但成效不彰，國內以英語溝通為主。2006年，愛爾蘭語區為第一語言的人口，僅佔愛爾蘭人口的2.1%。

## 備註
1. ↑  臺灣省政府虛級化後，臺灣地區之國語教育及推廣等事務改由教育部負責。